# Al-Qatt Al-Asiri
Al-Qatt Al-Asiri (también llamado pintura nagash o pintura de majlis), es un estilo de decoración de arte árabe. Se origina en la decoración de los majlis (salones frontales de las casas árabes tradicionales) en la provincia de Asir en Arabia Saudita . Estas pinturas de pared, típicamente en la forma de murales o frescos, presentan diseños geométricos en colores brillantes. Llamadas nagash en árabe, las pinturas de pared son a menudo consideradas una marca de orgullo para una mujer, constituyendo un elemento esencial de la identidad cultural de esta región.
Este estilo artístico fue inscrito en la lista del Patrimonio Cultural Inmaterial de la Humanidad de la Unesco en 2017 con la denominación Al-Qatt Al-Asiri.
Los diseños geométricos y las líneas pesadas parecen para ser adaptados de los patrones  textiles y de tejidos del área cultural en que surgieron.

## Trabajo artístico de las mujeres
Tradicionalmente, las mujeres en la región de Asir se consideran responsables del mantenimiento, del enlucido y de la pintura de las paredes, pasillos, y techos de sus casas, en particular las de habitaciones destinadas a huéspedes. En dicha cultura, la riqueza de una familia a menudo se reconoce por la habilidad, color, y complejidad de las pinturas, con las casas más pobres decoradas de manera básica, con líneas rectas y simples en colores rojo, verde, amarillo y marrón. Las mujeres dentro de un mismo barrio a menudo compiten en hacer los diseños más vívidos y extravagantes. Varias mujeres saudíes han devenido famosas como pintoras de majlis, como Fatima Abou Gahas.
Las paredes interiores de la casa son pintados típicamente con colores brillantes, empleando patrones definidos de líneas, triángulos, cuadrados, diagonales y en forma de árboles. Esta práctica cultural es transmitido familiarmente por las mujeres, de generación en generación, mediante la observación y la práctica.
Las mujeres de la región, asimismo, confeccionan miniaturas de casas típicas de Asir, en forma de recuerdos de viaje y souvenirs, las que son populares entre los habitantes de las ciudades sauditas.

## Decoración en aeropuerto
El aeropuerto provincial de Abha, capital de la provincia de Asir, refleja el patrimonio cultural de la región. El director del aeropuerto, Abdul Aziz Abu Harba ha dicho que "la manera de disponer los asientos en la sala de espera del aeropuerto ha sido en la forma de un majlis tradicional, y las paredes están pintadas en varios colores que reflejan la belleza natural de Asir".